# Großserbien

Großserbien (blau) in den heute noch von der Serbischen Radikalen Partei angestrebten Grenzen

Großserbien (serbisch Велика Србија Velika Srbija) bezeichnet ein theoretisches Staatsgebilde, das in der serbischen Geschichte von einigen nationalistischen Gruppen angestrebt wurde und noch heute politisches Ziel der Serbischen Radikalen Partei ist.
Dabei sollten alle Serben in einem einzigen, unabhängigen Staat vereinigt werden, der alle serbischen Siedlungsgebiete umfassen sollte, auch diejenigen, in denen die Serben in der Minderheit waren. Dabei gab es verschiedene Ansichten darüber, welche Bevölkerungsgruppen aufgrund ihrer Abstammung, Konfession oder Sprache zu den Serben zu rechnen seien. Diese politische Idee entstand im 19. Jahrhundert und wurde vor allem durch ethnische Mehrheitsvorstellungen genährt, welche wiederum darauf zurückzuführen sind, dass die Volksgruppe der Serben im 20. Jahrhundert innerhalb des ehemaligen Jugoslawiens, gesamt gesehen, die relative Bevölkerungsmehrheit stellte.
Die Bezeichnung Großserbien wurde während der Jugoslawienkriege häufig erwähnt. Die meisten serbischen Gruppierungen, denen „Großserbien“ als Ziel zugeschrieben wurde, verwendeten dieses Wort selbst allerdings nicht. Auch ist umstritten, inwiefern zwischen den unter diesem Begriff zusammengefassten politischen Bestrebungen eine inhaltliche Identität oder politische Kontinuität besteht.

## Geografische Ausdehnung

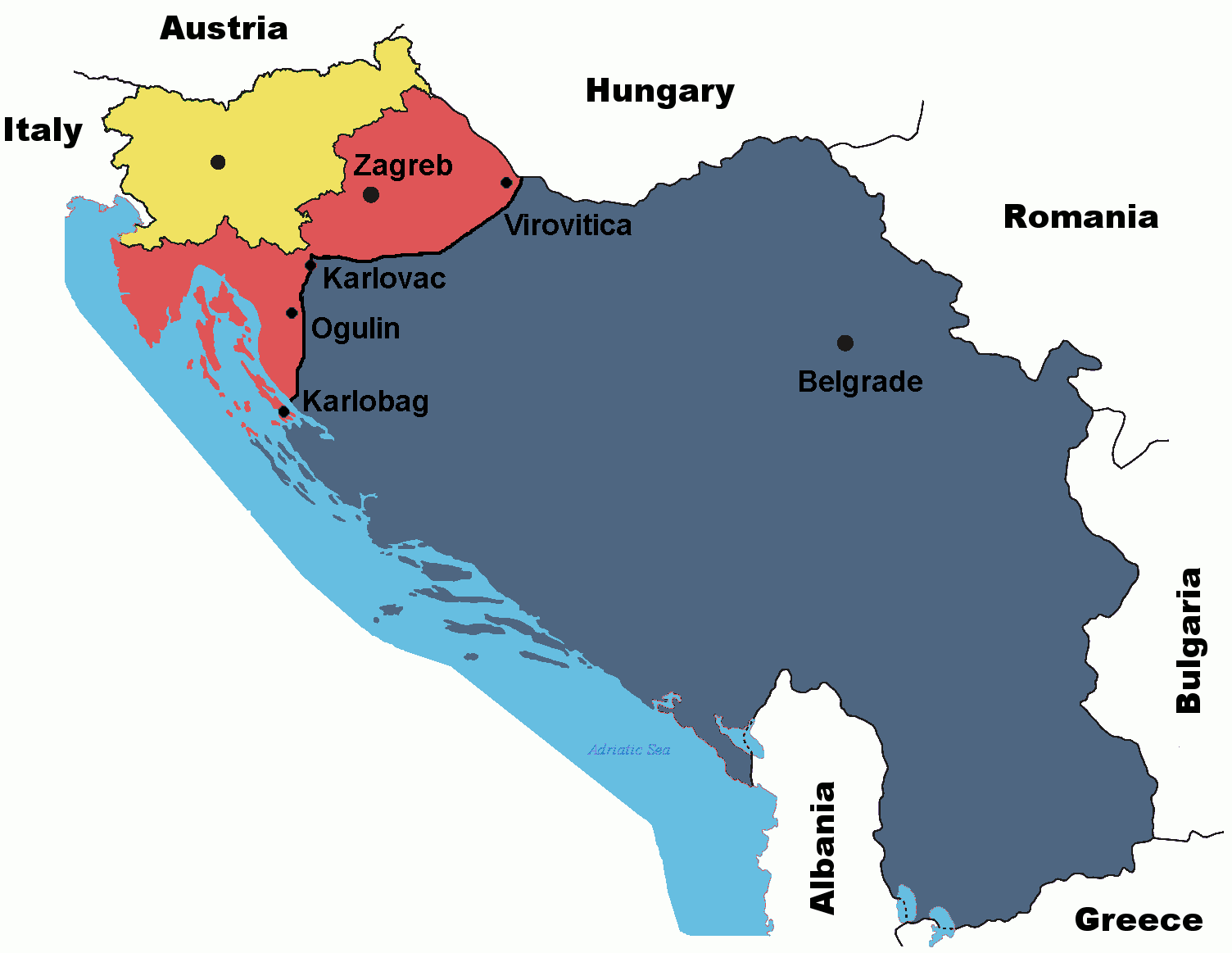
Virovitica-Karlovac-Karlobag-Linie

Die westliche Grenzziehung eines Großserbiens erfolgt zumeist an der geografischen Linie entlang der kroatischen Städte Virovitica, Karlovac und Karlobag. Die Gebiete östlich dieser Linie seien demnach Großserbien, während westlich davon gelegene Gebiete Kroatien und Slowenien überlassen blieben.
Die Virovitica-Karlovac-Karlobag-Linie wurde auch vom Tschetnik-Offizier Stevan Moljević aufgegriffen. In den 1990er Jahren wurde diese Linie häufig von Vojislav Šešelj als „Westgrenze Großserbiens“ beschrieben, dessen Serbische Radikale Partei noch heute eine Grenzziehung entlang dieser Linie als strategisches Ziel betrachtet.

## Mythologischer Hintergrund
Mehrere Herrscher des mittelalterlichen Serbien, wie beispielsweise  Lazar Hrebeljanović, Stefan Nemanja oder Rastko Nemanjić (Sava von Serbien) wurden von der Orthodoxen Kirche zu Heiligen erklärt. Insoweit wurden die Könige als Abgesandte für ein „auserwähltes Volk“ angesehen. Etwa zwei Jahre vor dem Ausbruch der Jugoslawienkriege wurden im Rahmen der Vorbereitungen zur 600-Jahr-Feier der Schlacht auf dem Amselfeld die sterblichen Überreste des serbischen Königs Lazar Hrebeljanović durch das Land zu Massenveranstaltungen getragen.
Der serbische Linguist Vuk Karadžić vertrat die Ansicht, wonach alle Slawen, die einen štokavischen Dialekt sprechen, Serben seien und die Serbische Sprache sprechen. Gemäß dieser Definition wären große Teile Kroatiens sowie Bosnien-Herzegowina serbisches Siedlungsgebiet, und die dort lebenden Kroaten und Bosniaken wären Serben. Nach Karadžićs linguistischer Definition der Serbischen Nation wären jedoch die torlakisch sprechenden Bewohner Südserbiens keine Serben. Diese Sichtweise wird als sprachlicher Panserbismus bezeichnet.

## Historischer Hintergrund

### Erste Erwähnung

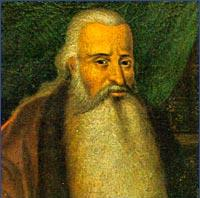
Đorđe Branković (1645–1711)

Die älteste Quelle über das Ziel, ein Großserbien zu bilden, stammt aus dem Jahr 1683. Đorđe Branković, ein siebenbürgischer Gesandter und Graf, machte den Habsburgern während der Zweiten Wiener Türkenbelagerung ein schriftliches Angebot, das beinhaltete, dass die Befreiung und Vereinigung aller serbischen Länder die weitere Vergrößerung des Osmanischen Reiches Richtung Mitteleuropa verhindern würde. Das Programm einer Vereinigung aller serbischen Länder passte den Habsburgern, da sie von den Osmanen eingekreist worden waren. Mit dem Sieg des Heiligen Römischen Reiches und seiner Verbündeten über die Osmanen geriet der Plan in Vergessenheit. Die Habsburger verfolgten nicht mehr das Ziel der Schaffung eines großen serbischen Staates, da sie nicht mehr von den Osmanen bedroht waren. Vielmehr wollten sie über den ganzen Balkan regieren. Đorđe Branković war in dieser Zeit Despot des Banates, Syrmiens und der Herzegowina unter Leopold I. Als die Habsburger im Großen Türkenkrieg 1683–1699 tief in das serbische Hinterland vordrangen, rief er die Serben zum Freiheitskampf gegen die Osmanen auf, mit ihm als ihrem Fürsten. Das deckte sich nicht mit den Staatsinteressen Österreichs, weshalb den militärischen Befehlshabern angeordnet wurde, ihn zu verhaften und nach Wien zu bringen. In Wien wurde Branković bis 1702 im Gasthaus „Zum goldenen Bären“ unter ständiger Bewachung inhaftiert, anschließend nach Eger in Böhmen verlegt, wo er 1711 starb.

### Frühes 19. Jahrhundert
1807 schrieb der montenegrinische Fürstbischof Petar I. an den russischen Zaren Alexander I., er möge die serbischen Freiheitsbestrebungen gegen die Osmanen unterstützen und ein serbisches Zarenreich ausrufen, das Montenegro, Dalmatien, Bosnien und die Herzegowina umfassen würde, mit ihm, Alexander, als serbischem Zaren.

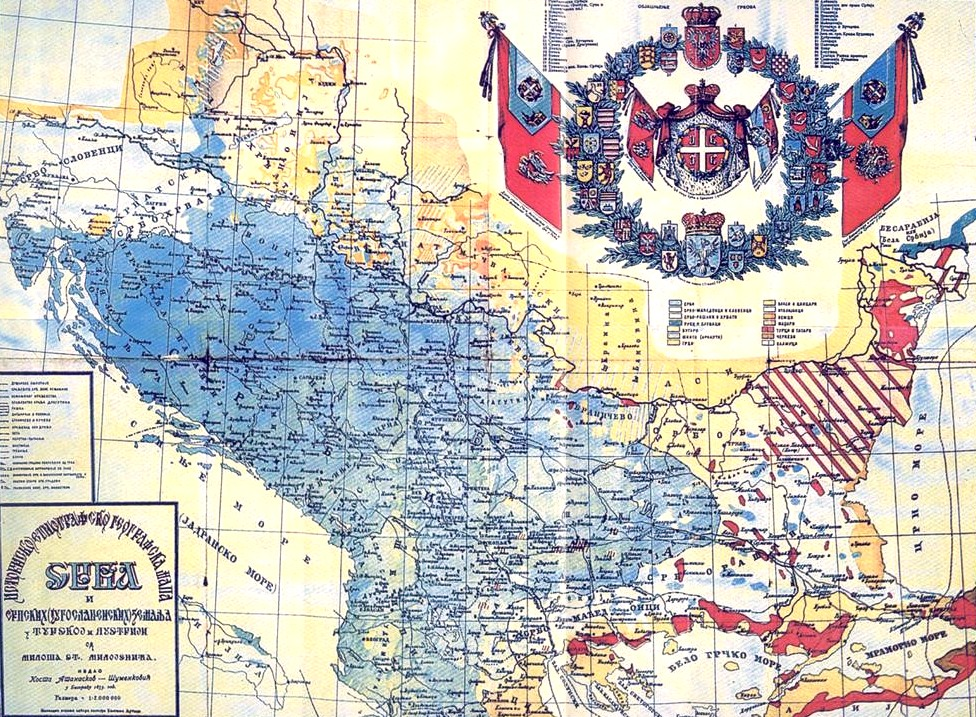
Miloš Milojevićs Landkarte von Großserbien

Im aufständischen Serbien unter Karađorđe formulierte der Minister (und österreichische Agent) Ivan Jugović 1808 das Projekt des zukünftigen serbischen Staates. Dieser serbische Staat sollte Zentralserbien, das Kosovo, Bosnien, Herzegowina und Montenegro umfassen.

### Ilija Garašanin und seine Pläne

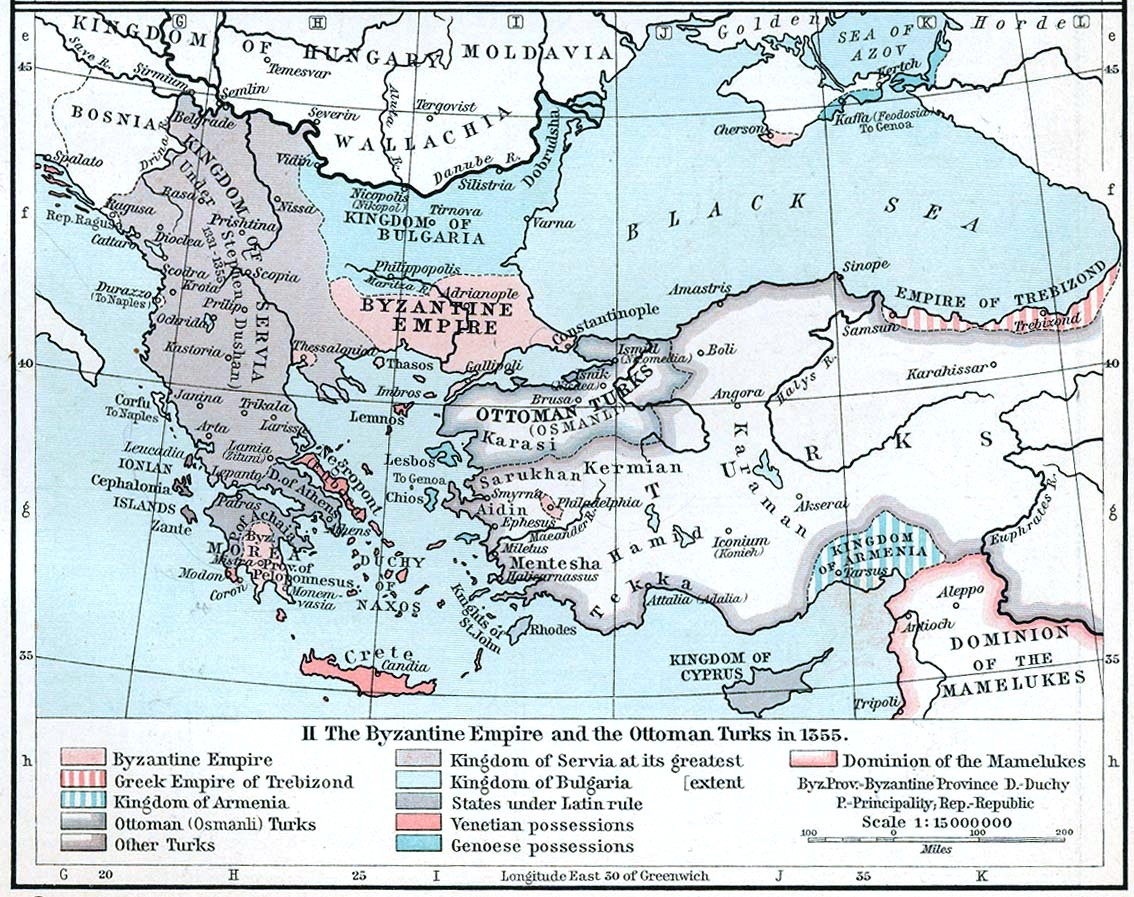
Serbien während der Herrschaft von Stefan Uroš IV. Dušan (1350). Nach den Worten Garašanins musste sich Serbien dieses Ziel für seine Existenz zum Vorbild nehmen

Ilija Garašanin (1821–1875), von 1843 bis 1854 Innenminister des damaligen Fürstentums Serbien unter Aleksandar Karađorđević, gilt als der geistige Schöpfer der Idee der Schaffung Großserbiens. Andererseits kann man in Garašanin auch den ersten serbischen Vertreter der jugoslawischen Idee sehen. Inspiriert von Ideen des konservativen panslawistischen polnischen Emigranten Adam Jerzy Czartoryski schrieb er Anfang 1844 seine Abhandlung Conseils sur la conduite à suivre par la Serbie. Unterstützt durch die damalige Konzeption der französischen Diplomatie zur Lösung der „südosteuropäischen Frage“, schrieb er Ende 1844 das Werk Načertanije, das erste außenpolitische Programm Serbiens, das von vielen als Beginn des großserbischen Programms gesehen wird.
Serbien hat bereits seine Entwicklung glücklich begonnen und wird sich als Grundlage seiner Existenz das serbische Königreich aus dem 13. und 14. Jahrhundert zum Vorbild nehmen müssen. Unsere Pflicht ist es jetzt, die Grundsteine und Mauern des ehemaligen serbischen Reiches auszugraben und unsere Zukunft unter den Schutz des historischen Rechtes zu stellen. (Ilija Garašanin)
Garašanin beschrieb in dem geheimen Dokument Načertanije („Programm“) ein Szenario zur Vereinigung aller Serben (einschließlich der von Garašanin als Serben definierten meisten anderen Südslawen – so wurden zum Beispiel die Kroaten in Dalmatien von ihm als „Serben katholischer Glaubensrichtung“ betrachtet) in einem einzigen panslawistischen Staat nach einem Zerfall des Osmanischen Reiches und der Zurückdrängung Österreichs vom Balkan. Nach dem Zusammenbruch des Osmanischen Reichs in Europa sollte so eine weitere Expansion der Habsburgermonarchie in diese Gebiete verhindert werden.
Die Grundaussage dieses Memorandums bestand darin, dass der junge, aber kleine serbische Staat, damals noch ein autonomes Fürstentum innerhalb des Osmanischen Reiches, eingekreist zwischen den Imperien der Habsburger und der Osmanen, auf Dauer keine Überlebenschance hätte. Der einzige Ausweg sei die „Vernichtung“ dieser beider Imperien und die Befreiung und Vereinigung der Südslawen. Die damals noch unter osmanischer Herrschaft stehenden Länder Bosnien, Herzegowina, Montenegro, Süd-Serbien, Sandschak, Nord-Albanien, Südwest-Bulgarien, Dalmatien, Kroatien und Slowenien sollten eine unteilbare Einheit bilden, weil diese Gebiete mit Völkern des „nahezu gleichen Stammes“ besiedelt seien.
Dieses erste schriftlich verfasste Programm der serbischen Außenpolitik wurde seinerzeit von der französischen und britischen Regierung unterstützt, um einer möglichen russischen Expansion bis zum Mittelmeer entgegenzuwirken.
Die Ideen von Garašanin waren jedoch nicht gewaltorientiert und forderten keine terroristischen Methoden, um die serbische Idee auszuweiten.

### Die Schwarze Hand
Unter der Führung von Dragutin Dimitrijević Apis wurde die Geheimorganisation Schwarze Hand zu einer terroristischen Bewegung: Unter dem Motto „Ujedinjenje ili smrt“ (Vereinigung oder Tod) stand diese Organisation hinter dem Mord am Habsburger Erzherzog Franz Ferdinand beim Attentat von Sarajevo, das den Ersten Weltkrieg auslöste. Die Hauptzielsetzung dieser Organisation war, alle Gebiete, in denen Serben lebten, territorial mit dem Königreich Serbien zu vereinigen. Diese expansionistische Zielsetzung bezog sich auf die seinerzeit zu Österreich-Ungarn gehörenden Teile Bosnien-Herzegowinas und Kroatiens.

### Londoner Vertrag

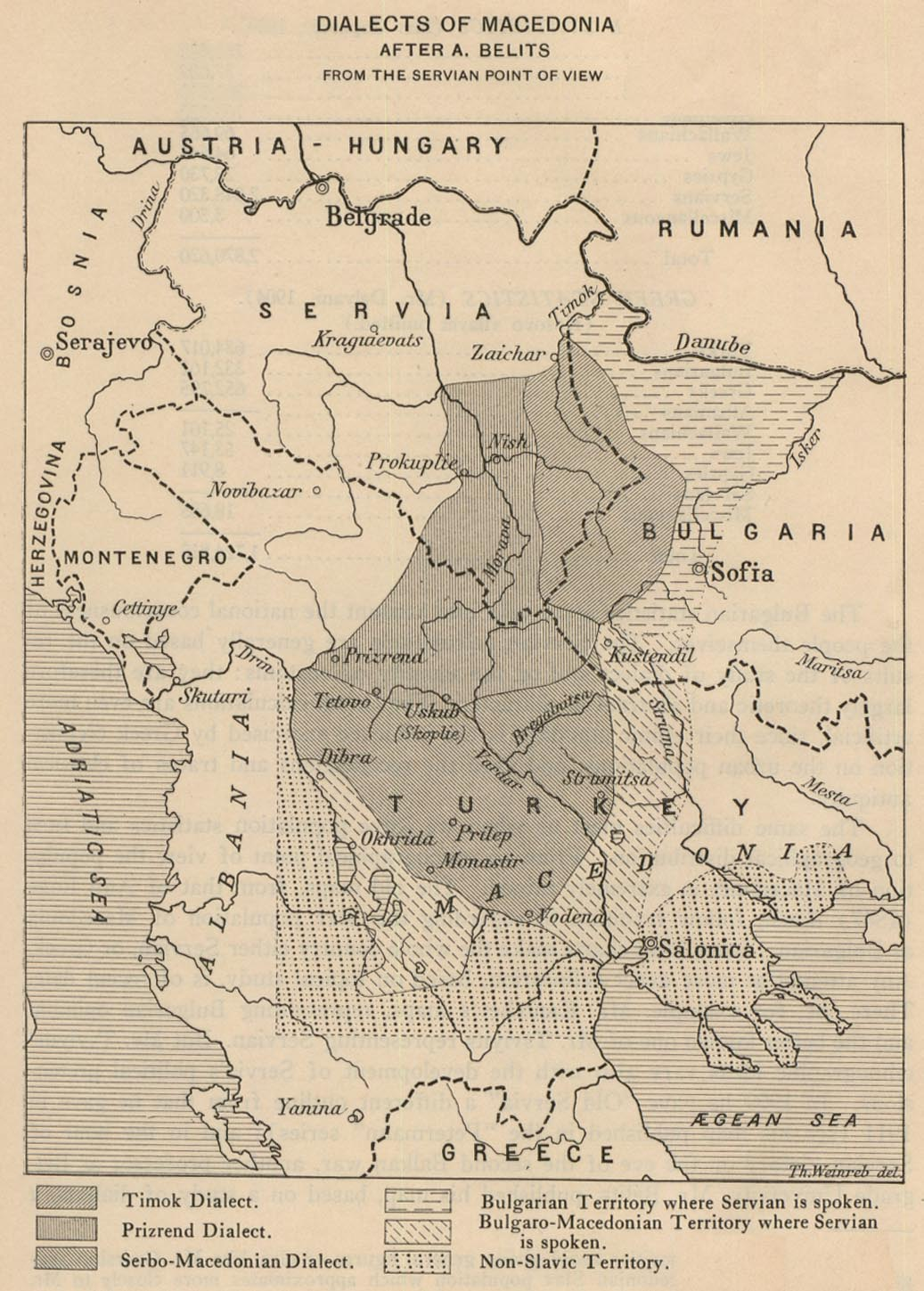
Der Panserbismus erklärte die westbulgarischen Dialekte zu Serbisch

Der Londoner Vertrag aus dem Jahre 1915 war ein geheimer Vertrag zwischen Italien auf der einen und den Alliierten Mächten (Großbritannien, Frankreich und Russland) auf der anderen Seite, der am 26. April 1915 in London geschlossen wurde. Der Vertrag besagte, dass Italien das nördliche und mittlere Dalmatien mit den vorgelagerten Inseln bis zur Küste an Kap Planka bekommen sollte. „Kroatien, Serbien und Montenegro“ sollten als Entschädigung die Hafenstadt Rijeka mit der Insel Krk, Sv. Grgur, Prvić, Goli otok und Rab, wie auch „Gebiete, welche Serbien und Montenegro interessieren“, v. a. südlich von Kap Planka (mit Trogir und Split) bis zu Ulcinj bekommen. Des Weiteren sollten Bosnien und die westliche Herzegowina Serbien zugesprochen werden, Süddalmatien mit Dubrovnik und die östliche Herzegowina an Montenegro gehen. Im Norden sollte Serbien die Batschka und Srem bekommen, während beim Banat sich Serbien und Rumänien miteinander alleine verständigen sollten. Im Falle einer Besetzung Albaniens durch Italien sollte auch Nordalbanien zwischen Serbien und Montenegro aufgeteilt werden. Da die Alliierten versuchten, Bulgarien auf ihre Seite zu bringen, wurde Serbien, sollte es auf Mazedonien zugunsten Bulgariens verzichten, als Entschädigung Slawonien versprochen.

#### Grenzen Serbiens ohne Kroatien
Der Präsident der Serbischen Akademie der Wissenschaften und Künste Jovan Žujović, welcher sich als Gesandter der serbischen Regierung in Paris aufhielt, hatte die Aufgabe, in mächtigen Pariser Kreisen eine Propaganda für die Schaffung eines südslawischen Staates zu machen. Am 27. Mai 1915 forderten Gesandte, dass er die „Grenzen der serbischen Länder ohne Kroatien“ hinterlegt.:
„Wir sollten den flachen, aber auch den gebirgigen rumänischen Banat zugesprochen bekommen“, sprach Jovan Žujović.
Für das kroatische Küstenland sagte er:
„Gut, Italien kann das Küstenland bis Šibenik erhalten, aber der Rest, das müsse Serbisches Land werden.“
Auf das Angebot, einen Teil von Albanien zugesprochen zu bekommen, antwortete er:
„Wir sind keine Imperialisten! Aber wenn Ihr es uns geben wollt, dann nur zu. Aber wir lieben unser serbisches Dalmatien.“
Eine Menge von Franzosen sagte daraufhin:
„Macht Euch keine Sorgen. Ihr werdet auch Bosnien und Herzegowina bekommen. Diese Länder sind mehr serbisch als Elsass und Lothringen französisch seien.“

#### Serbien oder Jugoslawien
Nur einen Tag nach der Unterzeichnung des Londoner Vertrags wiederholte der serbische Ministerpräsident Nikola Pašić in einer Sitzung der Nationalversammlung Serbiens seine Pläne für die Vereinigung aller südslawischen Länder auf Basis der Nišer Deklaration. Am 5. Mai 1915 forderte er von der Entente, die Gründung eines südslawischen Staates zu garantieren. Aus den Gesprächen mit Italien, die kurz nach der Forderung folgten und schnell erfolglos endeten, erfuhr Pašić, dass die Russen zwei südslawische Staaten gründen wollten: Einen katholischen aus den kroatischen und slowenischen Ländern und einen zweiten orthodoxen aus der Erweiterung von Serbien und Montenegro.
Der Außenminister Russlands, Sergej Sazonov, garantierte den Serben Folgendes:
Serbien wird die größte Fläche bekommen und einen Teil des Küstenlandes, weil sie einen großen Teil der Opfer zu beklagen haben und am meisten durchgemacht haben mussten.
Der britische Außenminister Sir Edward Grey sprach sich ebenfalls für eine Erweiterung Serbiens aus:
Der Sieg der Entente wird Serbien die Befreiung Bosnien und Herzegowinas, ihre Vereinigung mit Serbien und einen großen Ausgang zur Adria in Dalmatien garantieren.
Sergej Sazonov wird seine Meinung bis zum Ende seiner politischen Karriere nicht ändern:
Hat jemand, sprach er vor serbischen Intellektuellen, schon einmal bezweifelt, dass Bosnien und Herzegowina serbisches Land sei? Deshalb kann der Krieg nicht enden, ohne dass Serbien Bosnien und Herzegowina bekommt. Serbien hat einen Ausgang zur Adria gesucht und es wird die Adria mit dem alten Split bekommen! So wird sich Serbien glücklicher und zufriedener entwickeln können... Über die Kroaten und Slowenen kann ich Euch nichts garantieren. Sie kämpfen gegen uns und ich sage Euch: Wenn das Russische Volk nur einen halben Tag mit Gewehren kämpfen muss, um die Slowenen zu befreien, ich würde nicht aufgeben! Šibenik und Zadar waren zu lange unter italienischer Herrschaft, und man kann nicht sagen, dass Italien auf sie ein Recht hat!

### Umsiedlungsprogramm
Am 7. März 1937 legte Vasa Čubrilović (1897–1990), damals Professor an der Philosophischen Fakultät der Universität Belgrad, der Regierung eine vertrauliche Denkschrift mit dem Titel Iseljavanje Arnauta („Aussiedlung der Albaner“) vor, in der er detaillierte Pläne zur systematischen Umsiedlung aller Albaner aus dem heutigen Gebiet des Kosovo aufzeigt.
Čubrilović galt als Anhänger der Ideen von Ilija Garašanin und empfahl in seiner Denkschrift die Massenumsiedlung der albanischen Bevölkerung des Kosovo nach Albanien und in die Türkei, da alle Bemühungen, die Anzahl der Albaner durch Kolonisierung zu verringern, bisher wirkungslos geblieben seien. Zur Durchsetzung dieses Vorhabens sah sein Memorandum drastische Maßnahmen (die von der Belgrader Regierung zurückgewiesen wurden) vor, zum Beispiel Geld- und Haftstrafen, Nichtanerkennung der alten Grundbuchauszüge, Außerkraftsetzen von Konzessionen sowie Berufsverbote und Entlassungen – jenen Albanern aber, die mit ihrer Aussiedlung in die Türkei einverstanden seien, sollte der Staat seiner Meinung nach großzügig unter die Arme greifen.
1938 schloss die Regierung in Belgrad mit der türkischen Regierung (nach dem Vorbild des griechisch-türkischen Bevölkerungsaustausches von 1923) ein Abkommen über die Aussiedlung von 40.000 als „türkisch“ eingestuften (nach heutiger Bezeichnung: muslimischen) Familien in die Türkei, das allerdings dann wegen des Ausbruchs des Zweiten Weltkriegs nicht mehr in die Tat umgesetzt wurde.

### Zweiter Weltkrieg

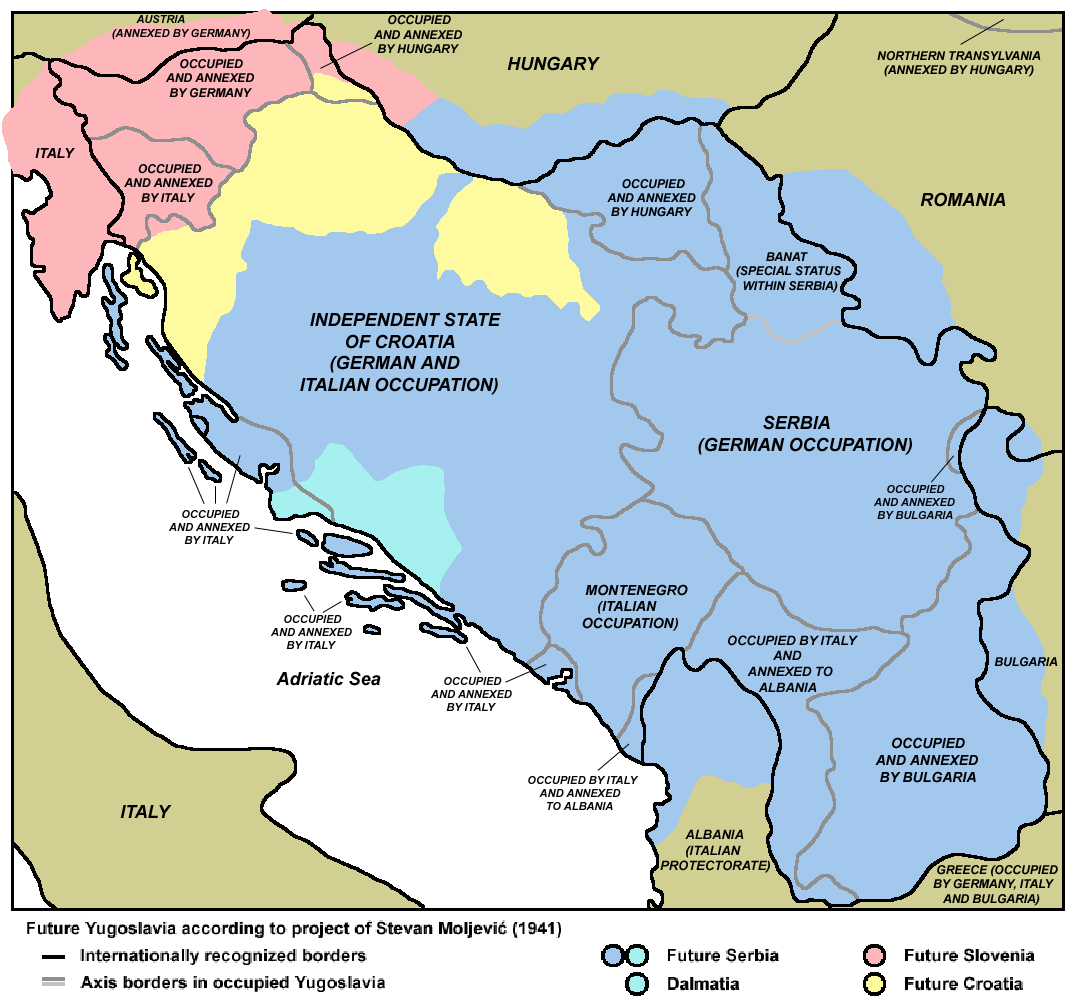
Moljevićs Entwurf eines zukünftigen Jugoslawien (1941) mit einem Großserbien (blau), Kroatien (gelb) und Slowenien (rot)

Während des Zweiten Weltkrieges kämpften die größtenteils royalistischen Tschetnik-Truppen unter der Führung von Draža Mihailović für die Befreiung bzw. Erneuerung des Königreichs Jugoslawien. Einer der politischen Aktivisten unter den Anhängern Mihajlovićs, Stevan Moljević, veröffentlichte in seinem im Jahr 1941 erschienenen Papier „Homogenes Serbien“, dass „ein großes Serbien geschaffen werden sollte, und nicht nur Bosnien-Herzegowina und den größten Teil Kroatiens, sondern auch Teile Ungarns, Bulgariens und Rumäniens umfassen sollte“. Dieses Großserbien wäre weiters Teil eines Großjugoslawiens mit einem stark vergrößerten Slowenien auf Kosten Österreichs und Kroatiens gewesen.
Moljevićs Ideen wurden jedoch nicht umgesetzt, da die Alliierten begannen, die Tito-Partisanen zu unterstützen, die sie mit der Teheran-Konferenz Ende 1943 letztendlich als einzig legitime Vertreter Jugoslawiens anerkannten.
Moljevićs kartografische Exkursionen werden jedoch bis in die heutige Zeit zum modernen serbisch-nationalistischen Repertoire gezählt. Dies gilt auch für das Programm der Serbischen Radikalen Partei.

### Zerfall Jugoslawiens

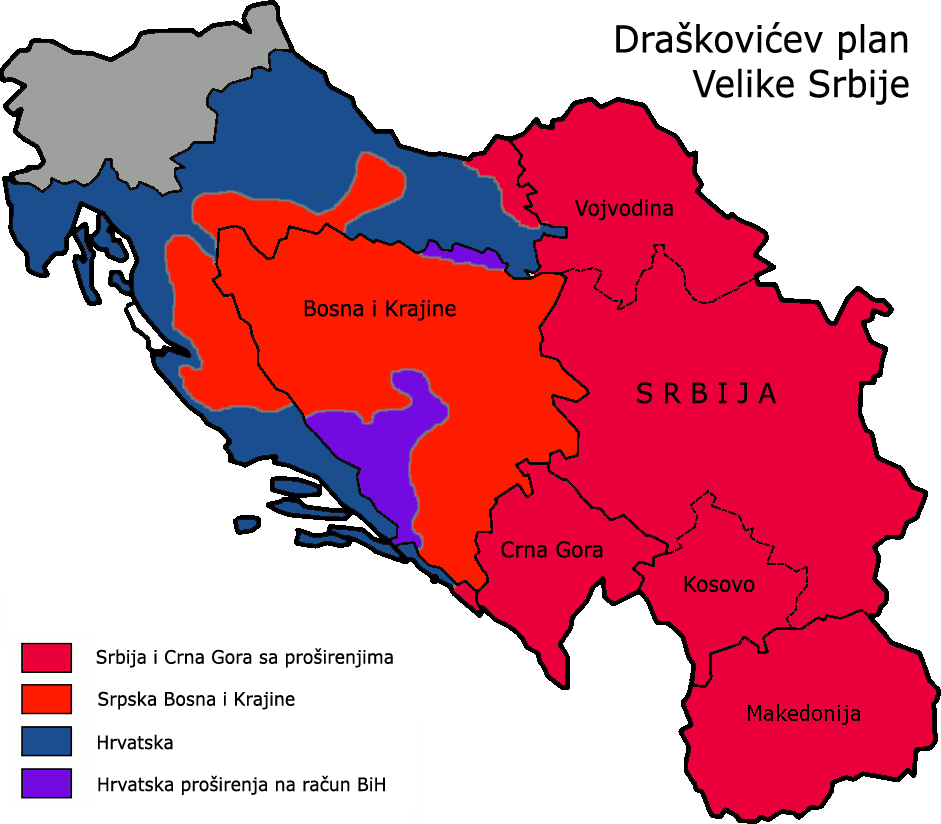
Vuk Draškovićs Großserbien-Plan.

1986 erstellte die Serbische Akademie der Wissenschaften (SANU) ein internes, 74-seitiges SANU-Memorandum (siehe englische Übersetzung (Memento vom 9. Februar 2008 im Internet Archive)), verfasst von maßgeblichen Personen der Akademie unter Leitung von Dobrica Ćosić, einer damals führenden Figur der serbischen Innen-, Außen-, Kultur- und Wissenschaftspolitik.
Dieses Dokument kann als der neuerliche programmatische Entwurf eines Großserbien interpretiert werden. Es sah die Lösung der „Kosovo-Frage“ als eine Überlebensfrage des gesamten serbischen Volkes, die Zurückdrängung der Arbeiterselbstverwaltung und die Revision der Verfassung von 1974 vor. Laut diesem Papier war es eine angebliche „slowenisch-kroatisch antiserbische Koalition“, die das serbische Volk entrechtete und es zwang, über mehrere Republiken verteilt zu leben und damit seine geistigen und kulturellen Wurzeln einzuschränken, so dass Serbien damit letztlich die eigentliche unterdrückte Nation Jugoslawiens sei.
Erst ein gemeinsamer Staat, der unter Einschränkung der Mitspracherechte anderer Nationalitäten alle serbischen Gebiete auch außerhalb der Republik Serbien umfasse, würde die Gleichberechtigung Serbiens mit den anderen Republiken ermöglichen. Zu diesem Zeitpunkt gab es in Serbien die autonomen Provinzen Kosovo und Vojvodina mit weitreichenden Mitsprache- und Vetorechten, die für ethnische Gruppen (Albaner bzw. Ungarn u. a.) eingerichtet worden waren, denen keine eigene Teilrepublik in Jugoslawien zugestanden worden war.
Im Jahr 1989 hielt der damalige serbische Präsident Slobodan Milošević anlässlich einer Feier auf dem historischen Boden des Amselfeldes (wo 600 Jahre zuvor das damalige Serbische Reich von den Osmanen geschlagen worden war) die historische Rede, die vielfach als „Brandrede“ bezeichnet wurde, da sie ein starkes Serbien propagiert habe und eine der Ursachen für die Jugoslawienkriege gewesen sein soll. Dem widersprechen allerdings Aussagen in dieser Rede wie der folgende Satz, der in den meisten Übersetzungen nicht erwähnt wurde: „Jugoslawien ist eine multinationale Gemeinschaft und kann nur überleben auf der Basis völliger Gleichberechtigung aller Nationen, die in ihr leben.“ Zum Inhalt dieser Rede siehe Linkangaben.
Sein Satz Niko nesme da vas bije! („Niemand darf euch mehr schlagen“), den er 1987 serbischen Demonstranten bei Priština (nach Übergriffen auf serbische Zivilisten im Kosovo) zurief, soll den aufkeimenden Nationalismus auf allen Seiten weiter angeheizt haben. Manche politischen Beobachter jener Zeit waren vielfach der Meinung, dass Milošević den serbischen Nationalismus bewusst schürte, um seine Macht in Serbien zu stärken. Wenige Jahre später kam es zu einer Reihe von Kriegen, die allein in Bosnien gut 100.000 Menschenleben forderten und zu den größten Gräueltaten in Europa seit dem Zweiten Weltkrieg führten.
Das neue serbische Konzept wurde sowohl von den anderen Völkern Jugoslawiens als auch ausländischen Beobachtern als „großserbisch“ kritisiert. Fragwürdige historische Rechtfertigungen für Gebietsansprüche, etwa den Versuch der Eroberung der Stadt und Region um Dubrovnik und anderer Teile Dalmatiens die als historische Teile Serbiens betrachtet wurden. Diese Behauptungen wurden von den Bewohnern dieser Gebiete, der kroatischen Regierung und der internationalen Staatengemeinschaft abgelehnt.
Auf dem Kongress der Sozialistischen Partei Serbiens von Slobodan Milošević, die in Peć (Kosovo) am 9. Oktober 1991 stattfand, beschrieb der Vizepräsident der Partei, der Philosoph Mihailo Marković, das neue serbische bzw. großserbische Konzept sehr genau: Im neuen jugoslawischen Staat sollte es zumindest drei föderale Einheiten geben: Serbien, Montenegro und eine vereinigte Region Bosnien-Knin (also ein Gebiet, das serbische autonome Gebiete in Bosnien und Kroatien umfassen sollte). Bosnien solle ebenfalls bewusst sein, dass dieser Staat im Falle einer Abspaltung von Jugoslawien von serbischem Territorium umzingelt sein würde. Dem Historiker Noel Malcolm zufolge „reduzierte sich somit die Bedeutung Bosniens innerhalb Jugoslawiens auf ein schwaches muslimisches Bophuthatswana“.

### Šešeljs Plan
In einem Interview mit dem deutschen Magazin Der Spiegel präsentierte Vojislav Šešelj von der Serbischen Radikalen Partei 1991 seine Vision eines „Großen Serbiens“, die vorsah, ganz Bosnien-Herzegowina, Mazedonien und Montenegro an Serbien anzugliedern, zuzüglich des Großteils von Kroatien. Den Kroaten bliebe somit soviel übrig, „wie man vom Turm der Zagreber Kathedrale aus übersehen kann“. Ebenso seien die bosnischen Moslems in Wirklichkeit „islamisierte Serben“. Ein Teil der sogenannten Kroaten seien „katholische Serben“. Die Mazedonier betrachtet Šešelj als Serben mit Sprachfehler oder auch als Südserben. Die Idee einer mazedonischen Nationalität haben Vojislav Šešelj und Vuk Drašković widersprochen und die Zugehörigkeit Mazedoniens zu Serbien beansprucht.

## Gegenwart
Der Versuch, das auseinanderbrechende Jugoslawien gewaltsam zusammenzuhalten und aus den auch von Serben bewohnten Gebieten einen gemeinsamen Staat zu schaffen, ist gescheitert. Die Jugoslawienkriege haben sogar dazu geführt, dass die serbischen Siedlungsgebiete geschrumpft sind: Ein großer Teil der Serben floh aus Kroatien und dem Kosovo, um in Serbien Zuflucht zu finden, die bosnische Republika Srpska ist dem Staat Bosnien und Herzegowina angegliedert und Montenegro ist seit dem Jahr 2006 ein souveräner Staat. Das seit dem Kosovokrieg fast nur noch von Albanern bewohnte Kosovo hat sich am 17. Februar 2008 von Serbien unabhängig erklärt.
Slobodan Milošević, der sich seit dem 29. Juni 2001 bis zu seinem Tod am 11. März 2006 vor dem UN-Kriegsverbrechertribunal in Den Haag als einer der Hauptverantwortlichen für die Jugoslawienkriege verantworten musste, wurde vorgeworfen, ein Großserbien angestrebt und die Jugoslawische Volksarmee mit dem Ziel eingesetzt zu haben, jene Grenzen zwischen den Teilrepubliken, die nach dem Zweiten Weltkrieg von einer speziellen Kommission unter dem Vorsitz von Milovan Đilas größtenteils nach ethnischen und historischen Kriterien definiert worden waren, zu Serbiens Gunsten neu zu ziehen.
Bei den Parlamentswahlen am 11. Mai 2008 bekam die nationalistische Srpska Radikalna Stranka (Serbische Radikale Partei, SRS) 1.219.436 Stimmen, das sind 30,1 % der abgegebenen Stimmen bei einer Wahlbeteiligung von 61 %. Sie tritt für ein Großserbien entlang der Virovitica-Karlovac-Karlobag-Linie ein.
2012 wurde der ehemalige Vizepräsident der SRS, Tomislav Nikolić, zum Präsidenten Serbiens gewählt. In einem Interview mit der österreichischen Tageszeitung „Die Presse“ aus dem Jahr 2008 bezeichnete er Großserbien als seinen „Traum und Wunsch“. Zuvor hatte die SRS bei den Parlamentswahlen erstmals den Einzug ins serbische Parlament verfehlt, dafür kam aber die von ihr abgespaltene
Serbische Fortschrittspartei (SNS) unter Nikolić in die Regierung.

## Gegenentwicklungen bei den orthodoxen Nachbarstaaten
- Die Mazedonische autokephale Kirche hatte sich im Jahr 1967 gegen den Willen der Serbisch-Orthodoxen Kirche für autokephal erklärt, und wurde im Jahr 2022 von der ökumenischen Orthodoxen Kirche anerkannt und dann auch von der Serbisch-Orthodoxen Kirche anerkannt.
- Die Montenegrinisch-Orthodoxe Kirche bestand bis zum Jahr 1920, als sie mit der Serbisch-Orthodoxen Kirche vereinigt wurde. Im Jahr 1993 hat sie sich von dieser wiederum abgespalten, was von der ökumenischen Orthodoxen Kirche nicht anerkannt wird.